# Pro Evolution Soccer 2011
Pro Evolution Soccer 2011 (oficialmente abreviado como PES 2011 y conocido como World Soccer: Winning Eleven 2011 en Japón) es el décimo videojuego de la serie Pro Evolution Soccer desarrollado por Konami con la asistencia del equipo de producción de Blue Sky. El juego fue anunciado el 9 de febrero de 2010 y fue lanzado el 30 de septiembre para PC, PlayStation 3 y Xbox 360 y el 28 de octubre de 2010 para PlayStation Portable, PlayStation 2, Wii y iOS.
El juego cuenta con las ya licenciadas Liga de Campeones de la UEFA y UEFA Europa League, además de incluir la Supercopa de Europa para su modo Liga Máster. Como también es la inclusión de la Copa Libertadores de América. El primer tráiler fue lanzado el 4 de mayo de 2010.
En la portada aparece Lionel Messi, solo.

## Demostración
El demo del juego fue lanzada para las plataformas PlayStation 3 y PC el día 15 de septiembre de 2010 y se encontró disponible para descargar en la página oficial del mismo, los equipos disponibles son el  
F.C. Barcelona, F.C. Bayern Munich, 
C.D. Guadalajara y 
S.C. Internacional.
Como detalle, para los usuarios del servicio PSN+ pudieron acceder a la demo con anticipación, el 8 de septiembre de 2010.

## Competiciones y equipos

### Competiciones licenciadas

#### América
- Copa Santander Libertadores de América.

#### Europa
- Plantilla:Geodatos Europa UEFA Champions League.
- Plantilla:Geodatos Europa UEFA Europa League. (Solo para PlayStation 3, Xbox 360 y PC)
- Plantilla:Geodatos Europa Supercopa de Europa. (Solo para PlayStation 3, Xbox 360 y PC)

## Ligas

### Ligas licenciadas
- Ligue 1.
- Eredivisie.

### Ligas parcialmente licenciadas
- Inglaterra: Barclays Premier League.[8][9] 2 clubes licenciados: Manchester United y Tottenham Hotspur.
  - Por lo tanto quedan sin licencia 18 clubes: Arsenal, Aston Villa, Birmingham City, Blackburn Rovers, Blackpool, Bolton Wanderers, Chelsea, Everton, Fulham, Liverpool, Manchester City, Newcastle United, Stoke City, Sunderland, West Bromwich Albion, West Ham United, Wigan Athletic y Wolverhampton Wanderers.

- Italia: Serie A.[10] 19 clubes licenciados:

Bari, Bologna, Brescia, Cagliari, Catania, Cesena, Chievo Verona, Fiorentina, Genoa, Internazionale, Juventus, Lazio, Lecce, Milan, Napoli, Parma, Roma, Sampdoria y Udinese.
- - Por lo tanto 1 club se queda sin licencia: Palermo.

- España: Liga BBVA.[11] 14 clubes licenciados:

Almería, Athletic, Barcelona, Deportivo, Espanyol, Getafe, Sporting, Atlético de Madrid, Real Madrid, Mallorca,
Racing, Valencia, Villarreal y Zaragoza.
- - Por lo tanto se quedan 6 equipos sin licencia: Hércules, Levante, Málaga, Osasuna, Real Sociedad y Sevilla.

### Equipos de ligas sin licencia
Están representados por los nombres ficticios. Los equipos originales se indican entre paréntesis.
Premier League
| - North London (Arsenal FC) - West Midlands Village (Aston Villa FC) - West Midlands City (Birmingham City) - Lancashire (Blackburn Rovers) - Booktale (Blackpool FC) - Middlebrook (Bolton Wanderers) | - London FC (Chelsea FC) - Merseyside Blue (Everton FC) - West London White (Fulham FC) - Merseyside Red (Liverpool FC) - Man Blue (Manchester City) - Tyneside (Newcastle United) | - The Potteries (Stoke City) - Wearside (Sunderland AFC) - West Midlands Stripes (West Bromwich Albion) - East London (West Ham United) - Lancashire Athletic (Wigan Athletic) - Wolves (Wolverhampton Wanderers) |

Serie A
- Xavrenaguel (U.S.C. Palermo)

La Liga
| - Hecioguel (Hércules C.F.) - Zelvantez (Levante U.D.) | - Mlg Blanco/Azul (Málaga C.F.) - Pamp Rojo (C.A. Osasuna) | - Sev Blanco (Sevilla F.C.) - Ssfb. Azul/Blanco (Real Sociedad) |

### Equipos genéricos
Al igual que las versiones anteriores, también hay dos ligas con 18 equipos ficticios (PES Liga y D2),cada uno de los cuales se pueden editar en su totalidad. Desde su introducción, se ha vuelto muy popular entre la comunidad de PES, y como resultado,se hacen generalmente cualquier liga de la preferencia por los fabricantes del parche. Todos los equipos son totalmente ficticios.

#### Liga PES
| - Almchendolf - Ehrenhofstadt - Fineseeberg - Theeselvargen - Xakoulagos - Herismakhgia | - Marguaparrena - Serignaluca - Celuvaris - Tedloghec - Waryamosuk - Nakhqachev | - Saintragler - Blookrows - Mrabspor - Trunecan - Nelapoltsk - Gharnetova |

#### Liga 2ª. div
| - Wondengine - C.S. Squanoers - Ganzoraccios - FSV Sarmtonbusrg - Johachnaard V.V. - S.D. Quaztolla | - C.D. Raltonveguar - FC Nortovkad - Cantlesir Spor - K.S. Mzironovadth - Jorudberg FF - Hjorwesland BK | - FK Odersteich - KVC Meirkugaurt - CS Iolceanicu - A.C. Nitsaloskis - PES United - WE United |

## Otros clubes

### América
Los clubes de América incluidos en el juego son los 40 equipos que participaron en la Copa Libertadores 2010. Estos equipos solo pueden ser utilizados para disputar dicha competición continental (no están disponibles para amistosos, Liga Máster, Liga o Copa).
- Banfield
- Colón de Santa Fe
- Estudiantes de La Plata
- Lanús
- Newell's Old Boys
- Vélez Sarsfield
- Blooming
- Bolívar
- Real Potosí
- Corinthians
- Cruzeiro
- Flamengo
- Internacional 1
- São Paulo
- Colo-Colo
- Universidad Católica
- Universidad de Chile
- Atlético Junior
- Independiente Medellín
- Once Caldas
- Deportivo Cuenca
- Deportivo Quito
- Emelec
- Chivas de Guadalajara
- Estudiantes Tecos
- Monarcas Morelia
- Monterrey
- San Luis
- Cerro Porteño
- Libertad
- Nacional
- Alianza Lima
- Juan Aurich
- Universitario
- Cerro
- Nacional
- Racing de Montevideo
- Caracas FC
- Deportivo Italia
- Deportivo Táchira

1: El Internacional está disponible en el modo Amistoso también.
Estos son los equipos que no lograron clasificarse, pero Konami aún posee sus licencias:
- Boca Juniors
- River Plate

### Europa
| - Bayern de Múnich. - SV Werder Bremen. - Anderlecht. - Club Brujas - Dinamo Zagreb - Copenhague. - Celtic F.C. - Rangers F.C. - HJK Helsinki. - AEK Atenas F.C.. - Olympiacos F.C. - P.A.E. Panathinaikos. - PAOK Salónica - Rosenborg. - SL Benfica - FC Oporto. - Sporting Braga. - Sporting de Lisboa. |  | - Slavia Praga. - Sparta Praga. - Cluj. - Dinamo Bucureşti. - Unirea Urziceni. - Rubín Kazán. - Spartak Moscow. - Zenit San Petersburgo. - Estrella Roja de Belgrado - AIK Estocolmo - Basel - Beşiktaş - Fenerbahçe. - Galatasaray. - Dinamo de Kiev. - Shakhtar Donetsk. |

## Selecciones nacionales

### Europa
| - Alemania - Austria - Bélgica - Bulgaria - Croacia - Dinamarca - Escocia - Eslovaquia - Eslovenia Vuelta - España - Finlandia - Francia - Grecia - Hungría - Inglaterra - Gales | - Irlanda - Irlanda del Norte - Israel - Italia - Noruega - Países Bajos - Polonia - Portugal - República Checa - Rumania - Rusia - Serbia - Suecia - Suiza - Turquía - Ucrania |

### África
| - Angola - Argelia Vuelta - Camerún - Costa de Marfil - Egipto | - Ghana - Nigeria - Sudáfrica - Togo - Túnez |

### América delNorte, CentroySur
| - Canadá - Honduras - México - Estados Unidos - Argentina - Brasil - Bolivia | - Colombia - Chile - Uruguay - Paraguay - Perú - Ecuador - Venezuela |

### AsiayOceanía
| - Arabia Saudita - Corea del Norte - Corea del Sur - Irán - Iraq - Japón | - Tailandia - Emiratos Árabes Unidos - China - Australia - Nueva Zelanda Nuevo - Omán |

### Selecciones Clásicas
| - Inglaterra Fict. - Francia Fict. - Alemania Fict. - Italia Fict. - Países Bajos Fict. - Argentina Fict. - Brasil Fict. |

### Países para modo Copa y no Exhibición

#### Europa
| - Albania - Andorra - Armenia - Azerbaiyán - Bielorrusia - Bosnia y Herzegovina - Chipre - Estonia - Georgia - Islas Feroe | - Islandia - Kazajistán - Letonia - Liechtenstein - Lituania - Luxemburgo - Macedonia - Malta - Moldavia - Montenegro |

#### África
| - Guinea - Malí | - Marruecos - Senegal |

#### América delNorte, Centro y Caribey delSur
| - Costa Rica - Jamaica | - Panamá - Trinidad y Tobago |

### Asia
| - Baréin - Kuwait | - Catar - Siria - Uzbekistán |

Notas

Negrita – Equipos totalmente licenciados

Nuevo – Equipos nuevos en la serie

Vuelta – Equipos que vuelven a la serie

## Estadios
Los estadios incluidos son 29 en total y son los siguientes:

### PC, PlayStation 3 y Xbox 360
| Número | Estadio                       | Nombre Verdadero             | Localización              | Club Local                         |
| ------ | ----------------------------- | ---------------------------- | ------------------------- | ---------------------------------- |
| 1      | Old Trafford                  | Licenciado                   | Reino Unido / Manchester  | Manchester United                  |
| 2      | Wembley Stadium               | Licenciado                   | Reino Unido / Wembley     | Selección Inglesa                  |
| 3      | Camp Nou                      | Licenciado                   | España / Barcelona        | Barcelona                          |
| 4      | Santiago Bernabéu             | Licenciado                   | España / Madrid           | Real Madrid                        |
| 5      | Stade Louis II                | Licenciado                   | Mónaco                    | Mónaco F.C.                        |
| 6      | San Siro                      | Licenciado                   | Italia / Milano           | Milan                              |
| 7      | Giuseppe Meazza               | Licenciado                   | Italia / Milano           | Internazionale                     |
| 8      | Stadio Olimpico               | Licenciado                   | Italia / Roma             | Lazio y Roma                       |
| 9      | Estádio da Luz                | Licenciado                   | Portugal / Lisboa         | Benfica                            |
| 10     | Estádio do Dragão             | Licenciado                   | Portugal / Oporto         | F.C. Porto                         |
| 11     | Estádio José Alvalade         | Licenciado                   | Portugal / Lisboa         | Sporting Lisboa                    |
| 12     | Amsterdam ArenA               | Licenciado                   | Países Bajos / Amsterdan  | Ajax                               |
| 13     | El Monumental                 | Licenciado                   | Argentina / Buenos Aires  | River Plate                        |
| 14     | Saitama Stadium 2002          | Licenciado                   | Japón / Saitama           | Urawa Red Diamonds                 |
| 15     | Bristol Mary Stadium          | Veltins-Arena                | Alemania / Gelsenkirchen  | FC Schalke 04                      |
| 16     | Estadio de Escorpião          | Estadio Maracaná             | Brasil / Río de Janeiro   | Flamengo y Fluminense              |
| 17     | Konami Stadium                | Estadio Mundialista de Ulsan | Corea del Sur / Ulsan     | Ulsan Hyundai Horang-i             |
| 18     | Estadio del Nuevo Triunfo     | Estadio Cornellá-El Prat     | España / Barcelona        | Real Club Deportivo Español        |
| 19     | Stade de Sagittaire           | Stade Gerland                | Francia / Lyon            | Olympique Lyonnais                 |
| 20     | Rose Park Stadium             | Villa Park                   | Reino Unido / Birmingham  | Aston Villa                        |
| 21     | Stadio Orione                 | Stadio Angelo Massimino      | Italia / Catania          | Catania                            |
| 22     | Estadio de Palenque           | Estadio Toyota               | Japón / Toyota            | Nagoya Grampus Eight               |
| 23     | Mohamed Lewis Stadium         | Estadio Mohamed V            | Marruecos / Casablanca    | Raja Casablanca y Wydad Casablanca |
| 24     | Ville Marie Stadium           | Estadio Azteca               | México / Ciudad de México | América y Selección Mexicana       |
| 25     | Estadio Amazonas              | Estadio Defensores del Chaco | Paraguay / Asunción       | Selección Paraguaya                |
| 26     | Estadio Constant Vanden Stock | Licenciado                   | Bélgica / Anderlecht      | RSC Anderlecht                     |
| 27     | Estadio Jan Breydel           | Licenciado                   | Bélgica / Brujas          | Club Brujas                        |
| 28     | Estadio Maurice Dufrasne      | Licenciado                   | Bélgica / Lieja           | Standard de Lieja                  |
| 29     | Estadio del País de Charleroi | Licenciado                   | Bélgica / Charleroi       | Royal Charleroi SC                 |

También está la posibilidad de hacer estadios propios, editando desde el nombre del estadio, hasta el estadio en sí, en objetos tales como las graderías, las vallas, las bancas de los jugadores, el paisaje exterior de estadio, la superficie de la cancha, entre otros. Esta opción solo está disponible para las consolas PlayStation 3, Xbox 360 y PC.

### PlayStation 2, Wii y PlayStation Portable
| Número | Estadio                       | Nombre Verdadero      | Localización                   | Club Local                           |
| ------ | ----------------------------- | --------------------- | ------------------------------ | ------------------------------------ |
| 1      | Old Trafford                  | Licenciado            | Reino Unido / Manchester       | Manchester United                    |
| 2      | Wembley Stadium               | Licenciado            | Reino Unido / Wembley          | Selección Inglesa                    |
| 3      | Camp Nou                      | Licenciado            | España / Barcelona             | FC Barcelona                         |
| 4      | Santiago Bernabéu             | Licenciado            | España / Madrid                | Real Madrid                          |
| 5      | Estadio de Riazor             | Licenciado            | España / La Coruña             | Deportivo La Coruña                  |
| 6      | Camp de Mestalla              | Estadio de Mestalla   | España / Valencia              | Valencia                             |
| 7      | Stade Louis II                | Licenciado            | Mónaco                         | Mónaco F.C.                          |
| 8      | San Siro                      | Licenciado            | Italia / Milan                 | Milán                                |
| 9      | Giuseppe Meazza               | Licenciado            | Italia / Milan                 | Internazionale                       |
| 10     | Delle Alpi                    | Stadio delle Alpi     | Italia / Turín                 | Juventus                             |
| 11     | Stadio Olimpico               | Licenciado            | Italia / Roma                  | Lazio / Selección Italiana / AS Roma |
| 12     | Estadio Ennio Tardini         | Licenciado            | Italia / Florencia             | Parma F.C.                           |
| 13     | Estadio Artemio Franchi       | Licenciado            | Italia / Florencia             | Fiorentina                           |
| 14     | Estádio da Luz                | Licenciado            | Portugal / Lisboa              | Benfica                              |
| 15     | Estádio do Dragão             | Licenciado            | Portugal / Oporto              | F.C. Porto                           |
| 16     | Estádio José Alvalade         | Licenciado            | Portugal / Lisboa              | Sporting Lisboa                      |
| 17     | Amsterdam Arena               | Licenciado            | Holanda / Ámsterdam            | Ajax                                 |
| 18     | Blautraum Stadion             | SchücoArena           | Alemania / Bielefeld           | Arminia Bielefeld                    |
| 19     | Estadio de Escorpião          | Estadio Maracanã      | Brasil / Río de Janeiro        | Flamengo y Fluminense                |
| 20     | El Monumental                 | Licenciado            | Argentina / Buenos Aires       | River Plate                          |
| 21     | Estadio Gran Chaco            | La Bombonera          | Argentina / Buenos Aires       | Boca Juniors                         |
| 22     | Amerigo Atlantis              | Columbus Crew Stadium | Estados Unidos / Columbus      | Columbus Crew                        |
| 23     | Estádio Saitama 2002          | Licenciado            | Japón / Saitama                | Urawa Red Diamonds                   |
| 24     | Nakhon Ratchasima             | Estadio Omnilife      | México / Chivas de Guadalajara | Chivas de Guadalajara                |
| 25     | Cuito Cuanavale               | Estadio Free State    | Sudáfrica / Bloemfontein       | Bloemfontein Celtic                  |
| 26     | Club House                    | No Existe             | Reino Unido                    | No Tiene                             |
| 27     | Estadio Constant Vanden Stock | Licenciado            | Bélgica / Anderlecht           | RSC Anderlecht                       |
| 28     | Estadio Jan Breydel           | Licenciado            | Bélgica / Brujas               | Club Brujas                          |
| 29     | Estadio Maurice Dufrasne      | Licenciado            | Bélgica / Lieja                | Standard de Lieja                    |
| 30     | Estadio del País de Charleroi | Licenciado            | Bélgica / Charleroi            | Royal Charleroi SC                   |

- A pesar de que el Delle Alpi fue demolido en 2009, Konami decidió conservarlo en el juego

| 1. |

## Actualizaciones

### Versión 1.01
El 30 de septiembre de 2010 fue lanzada la primera actualización para PC, PS3 y Xbox 360; añade tres nuevas funciones para el modo en línea: Leyenda, Comunidad, y Competencia.

### Paquete de datos 1.01
El 12 de octubre de 2010 fue lanzado el primer paquete de datos, que incluye cambios en la selección inglesa, actualización de algunos uniformes de selecciones y actualización de las nóminas de algunos equipos. También se añadieron los equipos que clasificaron a la fase de grupos de la UEFA Champions League al modo dedicado del juego. Se actualizó una serie de uniformes de equipos de acuerdo a su uso actual, y se añadieron 4 nuevas botas licenciadas. Las nuevas botas son las siguientes:
- Nike CTR360 "Control"
- Nike Mercurial Vapor Superfly II "Speed"
- Nike Total 90 Laser III "Accuracy"
- Nike Tiempo "Touch"

Nota: Esta actualización trajo consigo un error en el que el uniforme de la República de Irlanda fue cambiado por el del equipo neerlandés De Graafschap de la Eredivisie. Konami publicó una actualización el 15 de octubre para corregir este error.

### Versión 1.02
El 24 de noviembre de 2010 fue lanzada la segunda actualización para PC, Xbox 360 y PS3, la cual hace algunos ajustes en la defensa de la I.A. para permitir una presión más consistente en varias situaciones del juego, y también se incluyen algunas modificaciones en el juego basadas en los comentarios de los usuarios. Algunas de estas son:

### Versión 1.03
El 21 de diciembre de 2010 fue lanzada la versión 1.03, que contiene correcciones para los parches anteriores.
- Se ha mejorado la conectividad del modo En línea por medio de cambios en el proceso de desconexión.

### Paquete de datos 2.00
El 21 de diciembre de 2010, junto con la versión 1.03, fue lanzado el segundo paquete de datos, que incluye 10 botas nuevas y cambios en los uniformes de algunos equipos.

### Paquete de datos 7.00
El 15 de marzo ha salido el nuevo paquete de datos para PES 2011.
Contiene 10 nuevos botines, así como las transferencias efectuadas en el recién pasado mercado invernal y las nuevas equipaciones de Suecia (de Visita actualizada), España (Arquero, Local y Visita actualizada) e Inglaterra (Local actualizada).

## Banda sonora
PES 2011 contiene 24 canciones originales para el menú.
| - Apples — "Theo" - Azymuth — "Roda Piao" - Babasonicos — “Microdancing” - Balkan Beat Box — "Marcha De La Vida" - Black Blood — "A.I.E A MWANA" - Coldrain — "Die tomorrow" - Crystal Castles — "Celestica" - Data — "Aerius Light" - Democustico — "Pera" - Destine — "In Your Arms" - Elite Force — "The Law Of Life" - Fever Ray — "When I Grow Up" | - JABBERLOOP X SOFT LIPA — "Dental Driller" - Keane feat. K'naan — "Stop for a minute" - Konono N°1 — "Wumbanzanga" - Nina Zilli — "50mila" - Nina Zilli — "L'Inferno" - Passion Pit — "The Reeling" - Phoenix — "Armistice" - Shihad — "Sleepeater" - The Temper Trap — "Sweet Disposition" - The xx — "Crystalised (Rory Phillips remix)" - Vampire Weekend — "Cousins" - Whitley — "Head, First, Down" |

## Comentaristas
- Sílvio Luiz y Mauro Beting.
- Jon Champion y Jim Beglin.
- Christian Martinoli y Luis García Postigo
- Grégoire Margotton y Christophe Dugarry.
- Wolff-Christoph Fuss y Hansi Küpper.
- Pierluigi Pardo y Jose Altafini.
- Jon Kabira, Tsuyoshi Kitazawa y Hiroshi Nanami.
- Pedro Sousa y Luís Freitas Lobo.
- Carlos Martínez y Julio Maldonado.